# Brezova Glava
Brezova Glava is een plaats in de gemeente Karlovac in de Kroatische provincie Karlovac. De plaats telt 192 inwoners (2001).